# Кутоманов, Михаил Данилович
Михаил Данилович Кутоманов (1856—1925) — земский статистик, общественный деятель, журналист, член партии эсеров, депутат Государственной думы Российской империи I созыва от Курской губернии.

## Биография
Родился 29 ноября 1856 года в очень бедной крестьянской семье в слободе Ракитная Грайворонского уезда Курской губернии. Учился в начальной сельской школе. Рано привык к самостоятельному труду: «и пахал, и молотил, и отбывал барщину» и одновременно был помощником волостного писаря.
В 1875 году поступил конторщиком в экономию богатого купца в Екатеринославской губернии. В экономии была хорошая библиотека, что дало возможность Кутоманову существенно расширить свой кругозор.
В 1877—1883 годах во время военной службы из семи лет четыре был писарем при штабе в Петербурге, что также способствовало продолжению самообразования.
Заведовал публичной библиотекой, организованной им в городе Короча Курской губернии. Кутоманов же в это время готовился к экзамену на аттестат зрелости, но в 1887 году по постановлению администрации библиотека была закрыта, а сам устроитель подвергнут аресту и отправлен в родное село, где провёл два года. В течение четырёх лет он служил в земстве Гайворонской управы, после чего переехал в Петербург. С 1896 года служил при архиве Департамента уделов. В 1897 году поступил статистиком в департамент таможенных сборов. С этим периодом связано его активное сотрудничество с рядом журналов. Общественный резонанс получили его публикации по земской и крестьянской проблематике в журналах «Новое слово» и «Русское богатство». В 1898 году Кутоманов был вновь арестован; после 11 месяцев пребывания в доме предварительного заключения отправлен на родину без права выезда, и здесь, в Ракитной, он в 1899 году стал «заочным» сотрудником «Сына Отечества», одновременно выполняя и сдельную работу для статистического отдела ярославской земской управы. В 1902—1905 годах служил статистиком и делопроизводителем, а с 1905 года — заведующим отделом народного образования Саратовского городского управления. В октябре 1905 года Кутоманов был вновь арестован, но после выхода Манифеста 17 октября был освобожден.
В 1890-х годах — член социально-революционных кружков в Курской, Ярославской и Санкт-Петербургской губерниях. C 1905 года член Саратовского комитета Партии социалистов-революционеров. Всего Кутоманов находился под надзором полиции в течение 20 лет. После выступления 20 октября 1905 года на митинге в Саратове он был избит черносотенцами.
26 марта 1906 года был избран депутатом в Государственную думу Российской империи I созыва от общего состава выборщиков Курского губернского избирательного собрания. Перед выборами уполномоченным в Ракитинской волости Кутоманову вновь грозил арест, однако его успели избрать. После этого арест был отменён. Входил в Трудовую группу. Член Комиссии по поверке прав членов Думы. Подписал законопроекты: «О гражданском равенстве», «О неприкосновенности членов Государственной Думы», заявление об образовании Комиссии по расследовании преступлений должностных лиц. Выступал в Думе по ответному адресу, по Наказу, по аграрному вопросу.
10 июля 1906 года в Выборге подписал «Выборгское воззвание». На родине, в слободе Ракитной общественные сходы пригласили своего земляка дать объяснения о деятельности Думы и о причинах её роспуска. В результате Кутоманов был арестован за пропаганду среди крестьян Грайворонского уезда Курской губернии. За подписание Выборгского воззвания был осуждён по ст. 129, ч. 1, п. п. 51 и 3 Уголовного Уложения, приговорён к 3 месяцам тюрьмы и лишён права быть избранным.
В апреле 1911 года оставался высланным из родной губернии.
Дальнейшая деятельность Кутоманова тесно связана с книгой и печатью. Он активно развивал деятельность книжного склада «Родной мир» в Петербурге и, как явствует из его переписки с Н. А. Рубакиным, мечтал открыть собственное издательство, которое бы специализировалось на детской и народной литературе.
В феврале 1917 года послал приветствие в Государственную Думу в связи с победой революции.
После октября 1917 Кутоманов некоторое время работал в системе производственной кооперации инструктором в Рыбинске и Брянской области. В последние годы вернулся в слободу Ракитную. Получал персональную пенсию.
Скончался и похоронен в слободе Ракитной в 1925 году.

## В искусстве
Кутоманов прототип одного из героев в автобиографической повести «Этапы» С. Г. Скитальца (Петрова).